# L'Homme de l'Atlantide
Pour les articles homonymes, voir Atlantide (homonymie).
L'Homme de l'Atlantide ou L'Homme qui venait de l'Atlantide (Man from Atlantis) est une série télévisée américaine créée par Mayo Simon et Herbert F. Solow, diffusée sur le réseau NBC. Trois téléfilms de 98 minutes et un téléfilm de 74 minutes sont diffusés entre le 4 mars 1977 et le 12 juin 1977, puis une saison en 13 épisodes de 50 minutes entre le 22 septembre 1977 et le 6 juin 1978.
En France, la série est diffusée sous le titre « L'Homme qui venait de l'Atlantide » du 29 janvier 1979 au 8 juillet 1979 sur TF1 (le pilote dans L'Avenir du futur). Rediffusions sous le titre « L'Homme de l'Atlantide » du 23 février 1986 à février 1992 sur La Cinq, en 2002 sur Série Club et en 2005 sur Pink TV.

## Synopsis

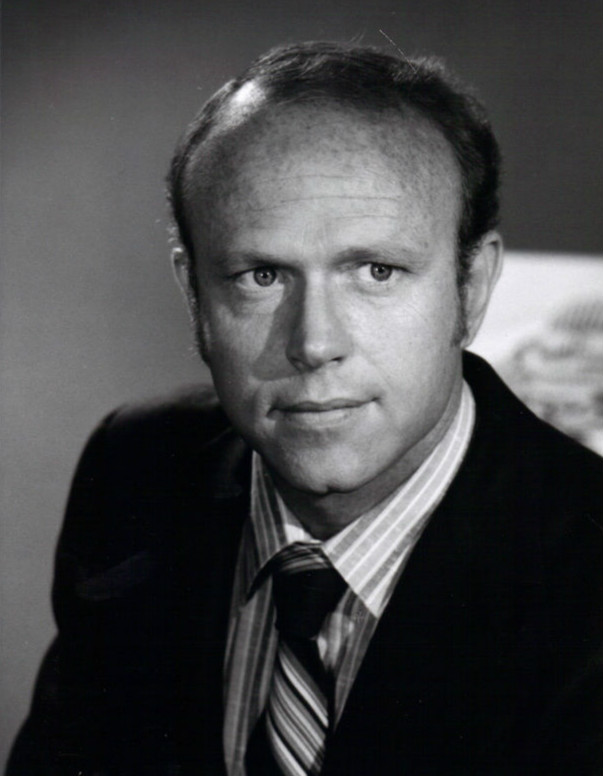
Alan Fudge dans le rôle de Crawford dans L'Homme de l'Atlantide en 1977

Mark Harris est le seul survivant de la légendaire Atlantide. Adapté au milieu sous-marin, il est doté de mains palmées, d'une vision décuplée et peut se déplacer sous l'eau de manière rapide et prolongée.
Échoué sur une plage californienne après une violente tempête, il est sauvé par le docteur Elizabeth Merrill qui lui propose de rejoindre la fondation de recherche océanographique pour laquelle elle travaille, dirigée par Crawford.
La série aborde les thèmes suivants : les créatures mythologiques, l'hypnose, le voyage dans le temps, la télépathie, les manipulations génétiques, la réincarnation, l'intelligence artificielle, la possession, la vie extraterrestre, l'Atlantide, les déchets de l'espace, la fonte de la calotte glaciaire, etc.

## Distribution
- Patrick Duffy (VF : Pierre Arditi) : Mark Harris

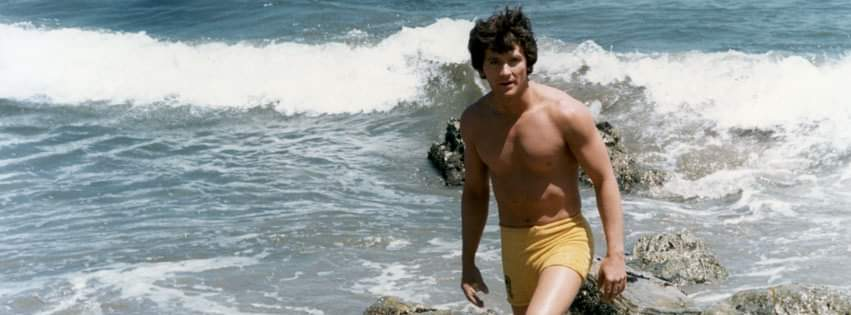

- Belinda Montgomery (VF : Sylvie Feit) : le docteur Elizabeth Merrill
- Kenneth Tigar (VF : Francis Lax) : le docteur Miller Simon
- Victor Buono (VF : Roger Carel) : M. Schubert
- Alan Fudge (VF : Serge Lhorca) : C. W. Crawford
- Jean Marie Hon (VF : Monique Thierry) : Jane
- J. Víctor López : Chuey
- Robert Lussier (VF : Gérard Hernandez) : Brent
- Dick Anthony Williams (VF : Sady Rebbot): Jomo

## Listes des téléfilms de la série

### Téléfilmno1:L'arrivée
- États-Unis : 4 mars 1977 sur NBC
- France : 29 janvier 1979 sur TF1

- Art Lund (Amiral Dewey Pierce)
- Lawrence Pressman (Commandant Phil Roth)
- Joshua Bryant (Docteur Doug Berkley)

Après une forte tempête, un homme est retrouvé échoué en train de mourir lentement d'asphyxie. Le docteur Elizabeth Merrill, spécialiste des milieux aquatiques, découvre aux urgences où il est amené qu'il a les mains palmées et elle détecte des cellules pulmonaires semblables à celles des branchies. Elle en déduit qu'il a besoin de l'eau de mer pour survivre. Elle le fait ramener à la plage où on l'a découvert, lui sauvant la vie.
Suite à des recherches menée par Elizabeth pour le compte de l'US Navy, les analyses informatiques rendent leur verdict : il s'agirait du dernier survivant de l'Atlantide. L'homme est baptisé Mark Harris et, après hésitation, finit par accepter de mettre ses dons exceptionnels de nageur au service de la marine américaine, pour une mission délicate. Il s'agit de plonger au fond de l'océan pour retrouver le Cétacé, un sous-marin prototype disparu dans un endroit réputé pour être une espèce de Triangle des Bermudes des submersibles.

### Téléfilmno2:Les visiteurs de l'au-delà
- États-Unis : 22 avril 1977 sur NBC
- France : 4 février 1979 et le 11 février 1979 sur TF1

- Burr De Benning (Zos)
- Tiffany Bolling (Lioa)
- Hank Stohl (Wes)
- Annette Cardona (Ginny Mendoza)

### Téléfilmno3:Les Flammèches
- États-Unis : 17 mai 1977 sur NBC
- France : 11 mars 1979 et le 18 mars 1979 sur TF1

- Fred Beir (Capitaine du Cétacé)
- Ivan Bonar (Edwin Shirley)
- Brian Baker (Navigateur)
- James Sikking (Capitaine Manzone)

### Téléfilmno4:La disparition
- États-Unis : 20 juin 1977 sur NBC
- France : 25 mars 1979 et le 1er avril 1979 sur TF1

- Darleen Carr (Mary Smith)
- Fred Beir (Capitaine du Cétacé)
- Ruth Manning (Clara)
- Dennis Redfield (Dick Redstone)

## Listes des épisodes de la série

### Épisode 1:Le prix de la banquise
- États-Unis : 22 septembre 1977 sur NBC
- France : 8 avril 1979 sur TF1

- James E. Brodhead (Trubshawe)
- J. Victor Lopez (Chuey)
- Victor Buono (Schubert)
- Robert Lussier (Brent)
- Dee Wallace Stone (La propriétaire du restaurant en bord de mer)

### Épisode 2:Le robot vivant
- États-Unis : 13 octobre 1977 sur NBC
- France : 15 avril 1979 sur TF1

- Victor Buono (Schubert)
- Robert Lussier (Brent)
- Jack Somack (Le représentant)
- Duncan Gamble (Le mécanicien)

### Épisode 3:L'oiseau du fond des temps
- États-Unis : 18 octobre 1977 sur NBC
- France : 22 avril 1979 sur TF1

- Victor Buono (Schubert)
- Vicky Huxtable (Juliette Schubert)
- Carole Mallory (Vicky)
- Sydney Lassick (Smith)

### Épisode 4:Le géant
- États-Unis : 25 octobre 1977 sur NBC
- France : 29 avril 1979 sur TF1

- Kareem Abdul Jabbar (Thark)
- Ted Neeley (Jack Muldoon)
- Gene Le Belle (Ditcher)
- John Dennis (Le barman)

### Épisode 5:La méduse
- États-Unis : 1er novembre 1977 sur NBC
- France : 6 mai 1979 sur TF1

- Victor Buono (Schubert)
- Harvey Jason (Dashki)
- Gary Owens (Blaise Mullen)
- Robert Lussier (Brent)
- Monte Landis (maître d'hôtel)

### Épisode 6:Les frères jumeaux
- États-Unis : 8 novembre 1977 sur NBC
- France : 20 mai 1979 sur TF1

- Pernell Roberts (Clint Hollister)
- Noble Willingham (Artemus Washburn)
- Tasha Martell (Carla)
- Jaimie Smith Jackson (Bettina Washburn)

### Épisode 7:Le monde englouti
- États-Unis : 22 novembre 1977 sur NBC
- France : 3 juin 1979 sur TF1

- Victor Buono (Schubert)
- Rene Auberjonois (Havergal)
- Rozelle Gayle (Conrad)
- Tina Lenert (Click 1)

### Épisode 8:Mark et Juliette
- États-Unis : 6 décembre 1977 sur NBC
- France : 10 juin 1979 sur TF1

- John Shea (Roméo)
- Lisa Eilbacher (Juliette)
- Ahna Capri (Luisa)
- Scott Porter (Mercutio)

### Épisode 9:Docteur Crawford et Mister Hyde
- États-Unis : 13 décembre 1977 sur NBC
- France : 17 juin 1979 sur TF1

- Val Avery (Lew Calendar)
- Michele Carey (Belle)
- Frank Bonner (Barman)
- Pamela Peters Solow (Sarah)

### Épisode 10:Oscar
- États-Unis : 18 avril 1978 sur NBC
- France : 13 mai 1979 sur TF1

- Ted Neeley (Jack Muldoon)
- Ted Cassidy (Canja)
- Eugenia Wright (Trivi)
- Tony Urbano (Oscar)

### Épisode 11:Le petit homme qui aimait rire
- États-Unis : 25 avril 1978 sur NBC
- France : 24 juin 1979 sur TF1

- Pat Morita (Moby)
- Dick Gauthier (Duke)
- Lyman Ward (Clavius)

### Épisode 12:La sirène
- États-Unis : 2 mai 1978 sur NBC
- France : 1er juillet 1979 sur TF1

- Michael Strong (Hugh Trevanian)
- Laurette Spang (Amanda)
- Neville Brand (Stringer)
- Carol Miyaoka (La sirène)

### Épisode 13:Le cirque de la mort
- États-Unis : 6 juin 1978 sur NBC
- France : 8 juillet 1979 sur TF1

- Anthony James (Summersday)
- Sharon Farrell (Charlene Baker)
- Billy Barty (Boxie)

## Autour de la série
- Le style de nage très particulier de l'homme de l'Atlantide, nageant en faisant onduler son corps entier sans utiliser les bras (sa nage ressemble à celle pratiquée par un dauphin), est à noter comme détail caractéristique de la série.
- Le personnage de l’ignoble Mr Schubert est incarné par l'acteur Victor Buono. Celui-ci rêvait de jouer un méchant sur le long terme à la télévision, après être apparu dans la série Les Mystères de l'Ouest. Il y a cependant apporté une bonne dose d’humour, rendant son personnage à la fois « sympathique », énigmatique et bien peu courageux[3].

## Produits dérivés

### DVD
Aux États-Unis :
- l'intégralité des téléfilms est sortie dans un boîtier 2 DVD intitulé Man from Atlantis: Complete tv movies collection chez Warner Archives le 26 juillet 2011. Les copies pour l'occasion ont été remastérisées en version originale uniquement. Pas de sous-titres, ni de suppléments inclus. (ASIN B005DGKBC8) ;
- l'intégralité des épisodes est sortie dans un boîtier 4 DVD intitulé Man from Atlantis: Complete television series chez Warner Archives le 26 juillet 2011. Les copies sont remastérisées en version originale uniquement. Pas de sous-titres, ni de suppléments inclus. (ASIN B005DGKBDC)

En France : 
- l'intégralité des téléfilms est parue dans un boîtier 4 DVD intitulé L'Homme de l'Atlantide : L'intégrale des téléfilms chez LCJ Éditions et Productions le 11 septembre 2018. Les copies pour l'occasion ont été remastérisées en version originale sous-titrée et en français. Pas de suppléments inclus. (ASIN B07FL3WLG3) ;
- un coffret Intégrale collector L'Homme de l'Atlantide : les téléfilms + la série toujours chez LCJ Éditions et Productions, sort le 2 octobre 2019. Il contient un livret de 34 pages, 5 cartes postales collector, une reproduction du maillot de Mark Harris et deux coffrets cartonnés cirés de l'intégrale des téléfilms et des 13 épisodes de la série. (ASIN B07TLPB3LR) ;
- l'intégralité des épisodes de la série dans un boîtier 5 DVD intitulé L'Homme de l'Atlantide : L'intégrale de la série TV chez LCJ Éditions et Productions sort le 4 novembre 2019. Les copies pour l'occasion ont été remastérisées en version originale sous-titrée et en français. Pas de suppléments inclus. (ASIN B07VFQMJKD).

### Bande dessinée
En France, un album de bande dessinée inspiré de la série paraît en juillet 1979 dans la Collection Télé Junior sous le titre « L'Homme qui venait de l'Atlantide », contenant trois histoires. :
- Le triangle des Bermudes ;
- Catastrophe à Seatopia ;
- Les Spores meurtriers.

Il s'agit de la publication en français des comic books publiés initialement de février à août 1978 par Marvel Comics aux États-Unis, les 7 épisodes de cette série étant scénarisés par Bill Mantlo, dessinés par Frank Robbins et encrés par Frank Springer:
- Birthright! ;
- Into the Bermuda Triangle! ;
- Showdown in Seatopia! ;
- The Killer Spores! ;
- A Modern Master of the World! ;
- Latitude: Ninety! ;
- Mad Dogs and Dinosaurs.